# ادوارد ویلیام وست
ادوارد ویلیام وست (به انگلیسی: Edward William West) (زادهٔ ۱۸۲۴- مرگ ۱۹۰۵) مهندس پژوهنده، خاورشناس و ترجمه‌گر متن‌های مزدیسنا و اهل انگلستان بود. او دانش‌اموختهٔ کینگز کالج لندن بود. او پنج جلد از متن‌های پهلوی را برای ماکس مولر در پروژهٔ کتاب‌های مقدس شرقی -که میان سال‌های ۱۸۸۰ تا ۱۸۹۷ به چاپ رسید-فراهم آورد.